# Tour de l'Avenir 2000
Le Tour de l'Avenir 2000, 37e édition de cette course cycliste française, a eu lieu du 31 août au 9 septembre. Il a été remporté par l'Espagnol Iker Flores, de l'équipe Euskaltel-Euskadi.

## Participation
22 équipes de 6 coureurs participent à ce Tour de l'Avenir :
- 16 groupes sportifs : Mercury, Mapei-Quick Step, Once-Deutsche Bank, Cofidis, La Française des jeux, Crédit agricole, Euskaltel-Euskadi, Bonjour, Jean Delatour, Phonak, Post Swiss Team, BigMat-Auber 93, Vlaanderen 2002, Besson Chaussures, Espagne-Banesto, Pays-Bas-Rabobank ;
- 5 sélections nationales : France, États-Unis, Ukraine, Canada, Luxembourg.
- 1 sélection régionale : France-Ouest.

## Résultats et classements

### Étapes
| Étape     | Date          | Ville départ         | Ville arrivée        | km    | Vainqueur              | Maillot Jaune         |
| --------- | ------------- | -------------------- | -------------------- | ----- | ---------------------- | --------------------- |
| 1re étape | 31 août       | Ancenis              | Ancenis              | 159,5 | Luca Paolini (ITA)     | Luca Paolini (ITA)    |
| 2e étape  | 1er septembre | Trans-sur-Erdre      | Saint-Mars-la-Jaille | 23    | László Bodrogi (HUN)   | László Bodrogi (HUN)  |
| 3e étape  | 2e septembre  | Ligné                | Mouchamps            | 154,1 | Fabrice Salanson (FRA) | László Bodrogi (HUN)  |
| 4e étape  | 3e septembre  | Mouchamps            | Le Blanc             | 220   | Frédéric Finot (FRA)   | László Bodrogi (HUN)  |
| 5e étape  | 4e septembre  | Le Blanc             | Saint-Amand-Montrond | 172   | Laurent Chotard (FRA)  | László Bodrogi (HUN)  |
| 6e étape  | 5e septembre  | Saint-Amand-Montrond | Autun                | 190,5 | Janek Tombak (EST)     | László Bodrogi (HUN)  |
| 7e étape  | 6e septembre  | Autun                | Oyonnax              | 199   | David Moncoutié (FRA)  | László Bodrogi (HUN)  |
| 8e étape  | 7e septembre  | Annecy               | Le Grand-Bornand     | 149,5 | Aitor Kintana (ESP)    | David Moncoutié (FRA) |
| 9e étape  | 8e septembre  | Le Grand-Bornand     | Ville-la-Grand       | 175   | Iker Flores (ESP)      | Iker Flores (ESP)     |
| 10e étape | 9e septembre  | Annemasse            | Annemasse            | 120   | Alexandre Usov (BLR)   | Iker Flores (ESP)     |

### Classement général
|    | Cycliste           | Pays       | Équipe                |    | Temps            |
| -- | ------------------ | ---------- | --------------------- | -- | ---------------- |
| 1  | Iker Flores        | Espagne    | Euskaltel-Euskadi     | en | 38 h 17 min 14 s |
| 2  | David Moncoutié    | France     | Cofidis               | +  | 43 s             |
| 3  | Sven Montgomery    | Suisse     | La Française des jeux |    | 1 min 06 s       |
| 4  | Floyd Landis       | États-Unis | Mercury               |    | 3 min 35 s       |
| 5  | Aitor Kintana      | Espagne    | Euskaltel-Euskadi     |    | 4 min 01 s       |
| 6  | Dmitriy Fofonov    | Kazakhstan | Besson Chaussures     |    | 4 min 01 s       |
| 7  | Ludovic Martin     | France     | Crédit agricole       |    | 4 min 10 s       |
| 8  | Sergueï Yakovlev   | Kazakhstan | Besson Chaussures     |    | 4 min 31 s       |
| 9  | Thierry Loder      | France     | Cofidis               |    | 4 min 44 s       |
| 10 | Yoann Le Boulanger | France     | Cofidis               |    | 6 min 05 s       |
| 11 | Thorwald Veneberg  | Pays-Bas   | Rabobank TT3          |    | 6 min 17 s       |
| 12 | Mikel Artetxe      | Espagne    | Euskaltel-Euskadi     |    | 7 min 05 s       |
| 13 | David Canada       | Espagne    | ONCE-Deutsche Dank    |    | 8 min 08 s       |
| 14 | Noan Lelarge       | France     | Bonjour-Toupargel     |    | 8 min 33 s       |
| 15 | Luca Paolini       | Italie     | Italie Espoirs        |    | 8 min 41 s       |

### Classements annexes
|   | Cycliste       | Pays        | Équipe          | Points |
| - | -------------- | ----------- | --------------- | ------ |
| 1 | Luca Paolini   | Italie      | Mapei           |        |
| 2 | Alexandre Usov | Biélorussie | Phonak          |        |
| 3 | Thor Hushovd   | Norvège     | Crédit agricole |        |

|   | Cycliste         | Pays    | Équipe            | Points |
| - | ---------------- | ------- | ----------------- | ------ |
| 1 | Sylvain Chavanel | France  | Bonjour           |        |
| 2 | Ludovic Martin   | France  | Crédit agricole   |        |
| 3 | Aitor Kintana    | Espagne | Euskaltel-Euskadi |        |

#### Classement par équipes
|   | Équipe            | Pays    | Temps      |
| - | ----------------- | ------- | ---------- |
| 1 | Euskaltel-Euskadi | Espagne | en h min s |
| 2 | Cofidis           | France  | + min s    |
| 3 | Crédit agricole   | France  | + min s    |